# 春日通眼
春日 通眼（かすが みちあき、1918年（大正7年）2月9日 - 2007年（平成19年）10月15日）は、日本の実業家。長野県下高井郡中野町（現・中野市）出身。名前の正式な表記は「通䀶」。
中野商工会議所（現・信州中野商工会議所）会頭、社団法人信濃中野法人会初代会長を務めた。勲八等瑞宝章を授けられた。

## 経歴
- 昭和14年（1939年）応召。
- 昭和18年（1943年）9月11日 勲八等瑞宝章を授けられた。
- 昭和21年（1946年）ビルマ（現、ミャンマー）より復員。
- 昭和49年（1974年）3月5日 中野商工会議所（現・信州中野商工会議所）会頭に就任。2期に渡り会頭を務めた。
- 昭和62年（1987年）12月16日[社団法人信濃中野法人会初代会長に就任。

## 親族・家系
- 春日家は北信濃の名門で松代藩主真田氏より。真田氏一族以外では特例である真田六文銭の家紋を下賜されている[2][3]。
- 高祖父の父：春日新左衛門 - 信濃国真田家松代藩より天保9年（1838年）苗字・帯刀・家紋の使用を許される[3]。天保の飢饉における松代藩内生活困窮者への救済活動に尽力する[3]。
- 高祖父：春日与右衛門 - 長男春日与市とともに、約12キロに及ぶ引き水工事である屏風堰を松代藩に一切費用を頼らず自己・有志資金のみで建造[3]。
- 曽祖父：春日与市 - 長野県県会議員（第1回県議選～第4回県議選）。下高井教育会長を務めた[4]。
- 祖母：春日多可 - 春日与市（長野県初代県会議員）の次女[5]。
- 祖父：山本祐善 - 雅号は山本凌亭。南宋画家の児玉果亭門下[5]。
- 伯父：山本保 - 長野県下高井郡穂波村村長。穂波村教育委員長。雅号は山本蕙田。画家の小坂芝田門下。洋画家の山本秀麿の父[5]。
- 父：春日毎治 - 長野県中野市初代市議会議長、長野県地方裁判所飯山支部調停委員長。[6]。
- 妻：春日長 - 旧姓山本。実兄の山本弘文は経済学者、法政大学常務理事。実母の山本孝（旧姓近山孝）は犀北館（ 皇族の宿泊をはじめ、サマランチ国際オリンピック委員会会長（当時）などの重要来賓が来館し、犀北館のグランドボールルームは、民間の会場としては初めて皇族の宮中晩餐会の会場となった。犀北館傘下であった旧野尻湖ホテル（現在は跡地のみ）は、明仁上皇・上皇后美智子が皇太子・皇太子妃の頃に静養された。）創業家の近山本家出身。
- 長男：春日泉 - 実業家。
- 長男の妻：春日登志子 - 旧姓関谷。都市銀行の旧太陽銀行（現・三井住友銀行）勤務後、寿退社。実母の甥は、長野冬季パラリンピック競技大会組織委員会事務総長、長野県教育長を務めた樋口太郎（2002年11月秋の叙勲にて勲五等双光旭日章）。